# Tom Felton
Pour les articles homonymes, voir Felton.
Thomas Andrew Felton, dit Tom Felton, est un acteur et musicien britannique, né le 22 septembre 1987 à Epsom dans le Surrey au Royaume-Uni.
C'est en jouant le rôle de Drago Malefoy, le rival de Harry Potter, dans la série de films du même nom, que l'acteur acquiert une renommée mondiale, une popularité et un succès critique, lui permettant de remporter trois prix pour les deux derniers films de la série.
Après avoir tourné dans les opus de Harry Potter, l'acteur s'attaque à des rôles très différents. En 2011, on le retrouve dans le film de science-fiction La Planète des singes : Les Origines. Il incarne l'année suivante Camille Raquin, aux côtés de Elizabeth Olsen, dans le film dramatique historique acclamé par la critique En secret, puis il joue dans From the Rough. En 2016, il tient le rôle de Lucius dans le péplum La Résurrection du Christ.
Il retrouve une renommée mondiale en interprétant le rôle de Julian Albert dans la série télévisée à succès Flash, lors de la troisième saison de celle-ci. En 2018, il joue Logan Maine, l'un des rôles principaux de la série originale YouTube, Origin.
En 2022, il écrit son autobiographie, dans laquelle il revient sur ses débuts en tant qu'acteur et sur les dix ans en tant que Drago Malefoy dans la saga Harry Potter. Le livre sort en mars 2023 en France.

## Biographie
Thomas Andrew Felton naît à Epsom Hospital (en) dans le Surrey (au sud-est de Londres), le 22 septembre 1987. Il est le fils de Peter Felton, un ancien employé de Cisco Systems, et de Sharon Anstey, qui est la propriétaire d'un magasin d'électroménager nommé Dorking Domestic Appliances à Dorking. Ses parents divorcent lorsqu'il est encore adolescent.
Il est le plus jeune d'une fratrie de quatre garçons : Jonathan Johnny Felton est chiropraticien, Chris Felton et Ashley Felton travaillent en tant que managers dans le magasin de leur mère. Son frère Chris est son agent durant le tournage de la série de films Harry Potter.
Doué en chant, il intègre à l'âge de sept ans la chorale de la cathédrale de Guildford. Puis à huit ans, sur l'avis d'une amie de la famille, il passe une audition, obtient un agent et commence à tourner dans des publicités.
Il passe ses années d'école primaire à la Cranmore School situé à West Horsley dans le Surrey puis étudie au collège Howard of Effingham School (en) à Effingham dans le Surrey. En mai 2004, à l'âge de seize ans, il décide d'arrêter l'école après avoir passé ses GCSE afin de se consacrer à sa carrière d'acteur.

## Carrière

### AvantHarry Potter
Tom Felton a commencé sa carrière d'acteur dans des publicités telles que CGU plc (en) ou encore Barclaycard.
En 1998, il interprète le personnage de Peagreen Clock dans Le Petit Monde des Borrowers de Peter Hewitt, au côté de Hugh Laurie (Dr House), John Goodman, ainsi que deux acteurs qu'il retrouvera plus tard dans la série de films Harry Potter (cf. ci-dessous). Un an après, il joue dans les deux premiers téléfilms de la tétralogie Second Sight et dans le film Anna et le Roi de Andy Tennant, dans le rôle de Louis Leonowens, aux côtés de Jodie Foster qui joue sa mère et de Chow Yun-fat.

### 2000-2011:Harry Potter

#### Casting pour la première partie de la saga

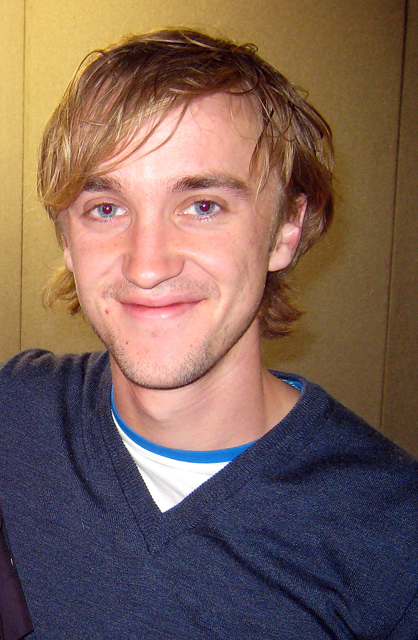
Tom Felton à la Collectormania Convention en 2009.

En 1999, démarre le casting pour le film Harry Potter à l'école des sorciers. Tom Felton se présente à l'audition de l'octalogie Harry Potter, adaptation des romans de J. K. Rowling, en postulant pour le rôle-titre éponyme de Harry Potter mais il obtient finalement celui de Drago Malefoy, le rival du héros, à l'âge de treize ans. Tom étant brun dans la vraie vie, ses cheveux ont été teints en blond pour tous les films de cette série. Il déclare finalement : « Je voulais le rôle de Harry Potter, mais j'ai été choisi pour jouer son ennemi ! En fait, c'est génial de jouer le mauvais garçon ! Quand je dois jouer quelque chose de bouleversant, je pense à des choses très cool ! Ne me demandez pas pourquoi, c'est comme ça...! ». Felton est nommé pour son rôle dans la catégorie de « Meilleur second rôle masculin dans un film » au Young Artist Awards.
Un an plus tard, Tom Felton joue une nouvelle fois le rôle de Drago dans Harry Potter et la Chambre des secrets (2002), le deuxième opus de la série. Les critiques saluent une nouvelle fois les interprétations des acteurs principaux.
En 2004, Harry Potter et le Prisonnier d'Azkaban, le troisième volet de la série Harry Potter sort. Ce film est celui qui rencontre le moins de succès de toute la série Harry Potter.
Malgré le succès de la franchise, l'acteur a longuement été réticent à signer un nouveau contrat pour poursuivre son rôle, préférant se consacrer à ses passions : la pêche et la musique. Il signe finalement pour les prochains films jusqu'à la fin.
En 2005, Harry Potter et la Coupe de feu, quatrième volet de la série de films Harry Potter bat tous les records précédents de la franchise au box-office.
Le cinquième film de la franchise Harry Potter et l'Ordre du Phénix, sort en 2007. C'est un énorme succès commercial. Le film établit un record avec une somme, au niveau mondial, de 33 270 000 $ de recette pour son week-end d'ouverture.

#### Engagement pour la seconde partie de la série de films

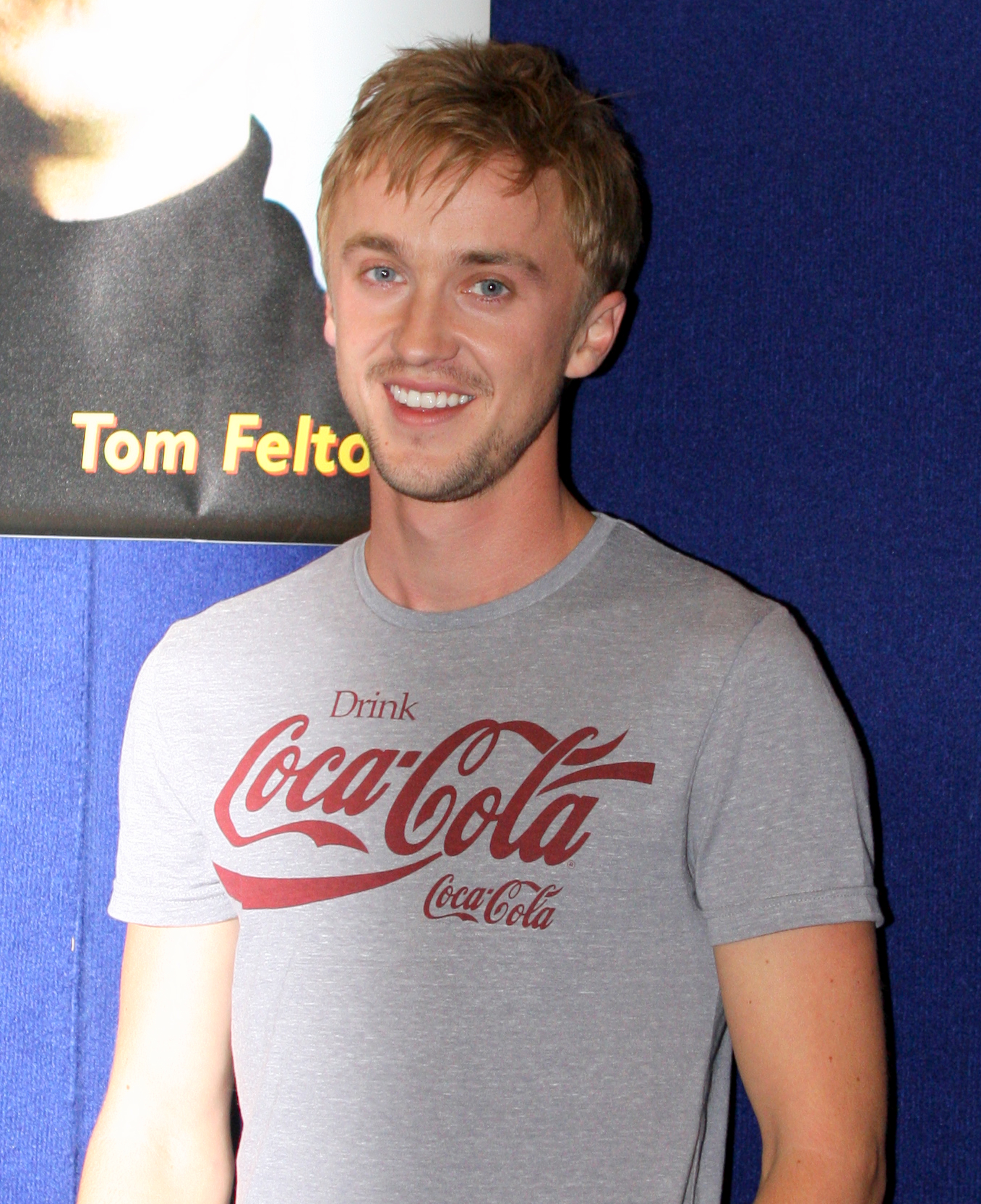
Tom Felton à la Supanova Pop Culture Expo en 2011.

Le sixième film de la série, Harry Potter et le Prince de sang-mêlé, initialement prévu pour novembre 2008, sort en retard, le 25 juillet 2009. Dans le sixième film, il fait son retour au premier plan puisqu'il est le méchant du film. Lors d'une interview accordée au magazine Movie Magic, le producteur de la série de films, David Heyman, a déclaré : « je pense que Tom a toujours été formidable, mais il a joué plus intensément dans Harry Potter et le Prince de sang-mêlé. Il est le méchant, comme il devait l'être selon le livre. Mais dans ce film, c'est un rôle plus complexe - et Tom le réussit parfaitement. Il est l'élu tout comme Harry est l'Élu. Il a été choisi par Voldemort pour tuer Dumbledore tout comme Harry est l'Élu et tuer Voldemort est son destin. Drago Malefoy n'est pas tout à fait à l'aise avec la tâche qu'on lui a confiée. D'un autre côté, il est excité à l'idée de se faire un nom par lui-même et une réputation, mais il lutte avec sa conscience et se demande si c'est quelque chose qu'il veut ou doit faire. Et ces nuances que Tom y apporte sont énormes. Il incarne un personnage plus profond, plus riche que nous avons été capables de le voir jusqu'à présent. »

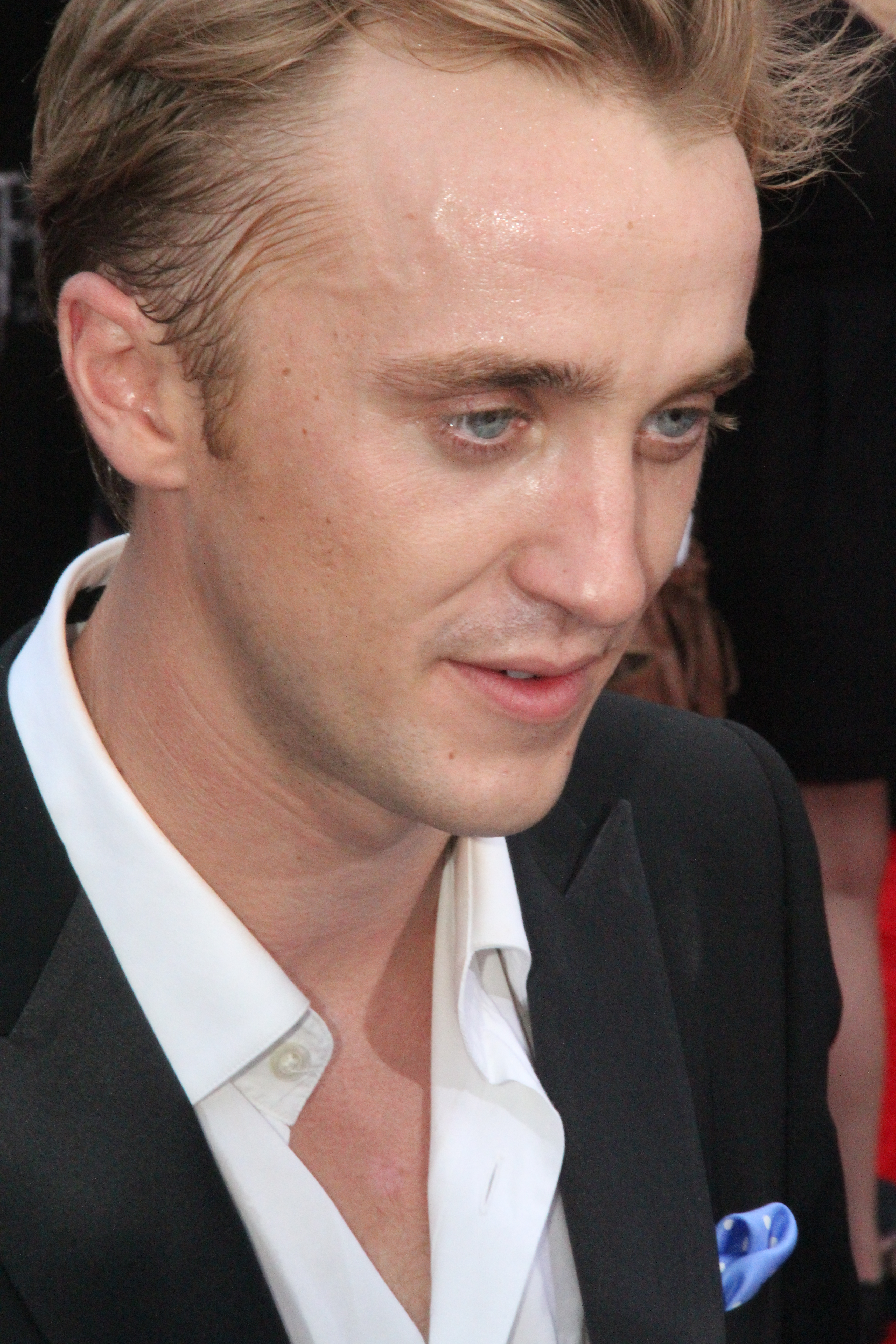
Tom Felton à l’avant-première de Harry Potter et les Reliques de la Mort, partie 2 en juillet 2011.

Le tournage pour la dernière tranche de la série Harry Potter, Harry Potter et les Reliques de la Mort, va du 18 février 2009 au 12 juin 2010.
Harry Potter et les Reliques de la Mort, partie 1 sort le 24 novembre 2010. Le dernier opus, Harry Potter et les Reliques de la Mort, partie 2 sort en juillet 2011. C'est le premier et le seul film de la série diffusé en 3D. C'est aussi le seul film de la série « Harry Potter » à passer la barre symbolique du milliard de dollars de recettes dans le monde. Dans ce dernier volet, Tom, alors âgé de vingt-trois ans, incarne pour la dernière fois un Drago Malefoy de dix-sept ans.

### Après Harry Potter

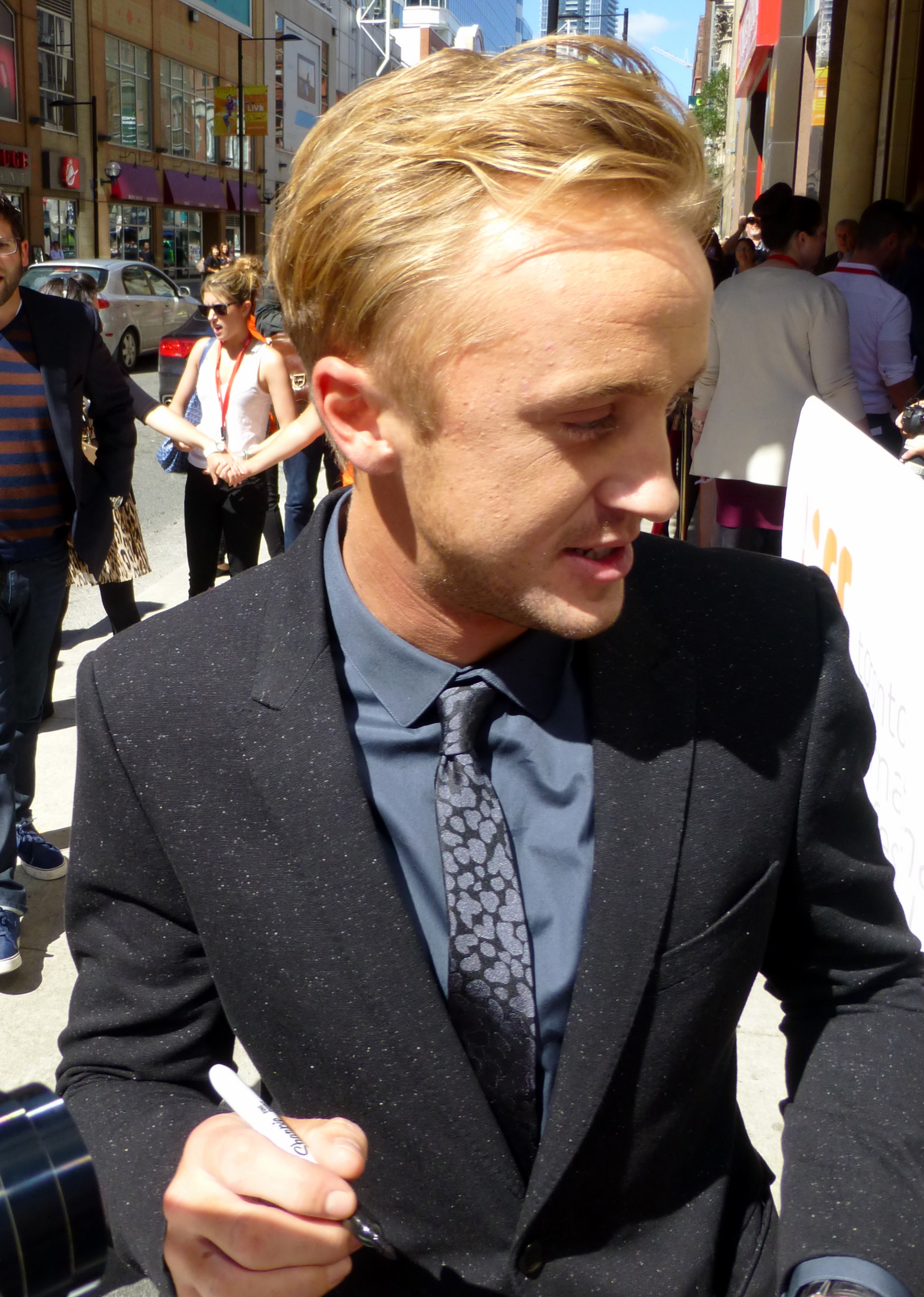
Tom Felton à l'avant-première de Belle en 2013.

### D'autres rôles cinématographiques
Il joue en 2005 dans un épisode de la série télévisée américaine Home Farm Twins. En 2008, Tom Felton joue dans le film The Disappeared (en) de Johnny Kevorkian.
En 2010, il joue son propre rôle dans le film American Trip de Nicholas Stoller. La même année, il interprète l'un des rôles principaux dans le film d'horreur Night Wolf.
En 2011, il apparaît dans le film de science-fiction La Planète des singes : Les Origines. En 2012, il fait une apparition dans The Apparition. L'année suivante, il joue dans les films dramatiques, From the Rough et Belle.
Il interprète, en 2014, le personnage Camille Raquin dans le film En secret aux côtés de Elizabeth Olsen et Mackenzie Crook. La même année, il joue dans dix épisodes de la série First Murder.
En 2016, il joue dans le péplum américain La Résurrection du Christ puis dans le film biographique franco-britannique réalisé par Amma Asante, A United Kingdom et dans le thriller Message from the King.
La même année, Tom Felton intègre la saison 3 de Flash, où il interprète le personnage de Julian Albert / Dr Alchemy (en).
En 2017, il apparaît dans les films Stratton de Simon West et Megan Leavey de Gabriela Cowperthwaite. Il interprète aussi le rôle de Matt Grey dans le film dramatique Feed au côté de Troian Bellisario.
L'année 2018, il incarne le rôle de Laërte, le frère d'Ophélie (interprétée par Daisy Ridley) dans le film Ophelia. Le film est présenté au Sundance,. Puis en novembre, il retrouve sa partenaire de Harry Potter, Natalia Tena dans la série Origin. Il interprète le rôle de Logan, principal trouble-fête et antagoniste de la série.
Il apparaît la même année dans le clip vidéo du chanteur James Arthur, Empty Space,.
En 2020, il tient de nouveau le rôle du « grand méchant » dans l'adaptation des romans de Joe Ballarini (en), Petit guide de la chasseuse de monstres (A Babysitter's Guide to Monster Hunting). Le film sort mondialement le 15 octobre 2020 sur Netflix.
En juin, il est annoncé au casting du triller Burial, aux côtés de Niamh Algar et Ian Hart. Le film se déroulera durant la fin de la seconde guerre mondiale, et devrait être tourné fin 2020 en Estonie.
Début octobre, il est annoncé que l'acteur interprétera le rôle de Earl H. Morris (en), l'archéologue et mari de Ann Axtell (interprétée par Abigail Lawrie), la première femme américaine archéologue, dans le film biographique Canyon Del Muerto. Deux mois après, il rejoint le  casting du film Lead Heads aux côtés des acteurs britanniques Rupert Everett, Derek Jacobi, Luke Newberry et Mark Williams. Le tournage du film est prévu pour mars 2021 à Londres.
Le 22 janvier 2021, il intègre le casting principal du film Save The Cinema, réalisée par Sara Sugarman, aux côtés notamment de Jonathan Pryce et Samantha Morton. Le film racontera l'histoire vraie de Liz Evans, coiffeuse et dirigeante d'un théâtre pour les jeunes à Carmarthen, au Pays de Galles, qui a lancé une campagne en 1993 afin de sauver son cinéma local.
En juillet 2021, il rejoint les acteurs Amanda Crew, Ashley Greene et Rick Fox pour le prochain thriller Some Other Woman de Joel David Moore.
En 2022, il fait ses premiers pas au théâtre dans la pièce écrite par Danny Robins (en), 2:22 A Ghost Story (en), où il joue le rôle principal de Sam.

### Musicien et chanteur

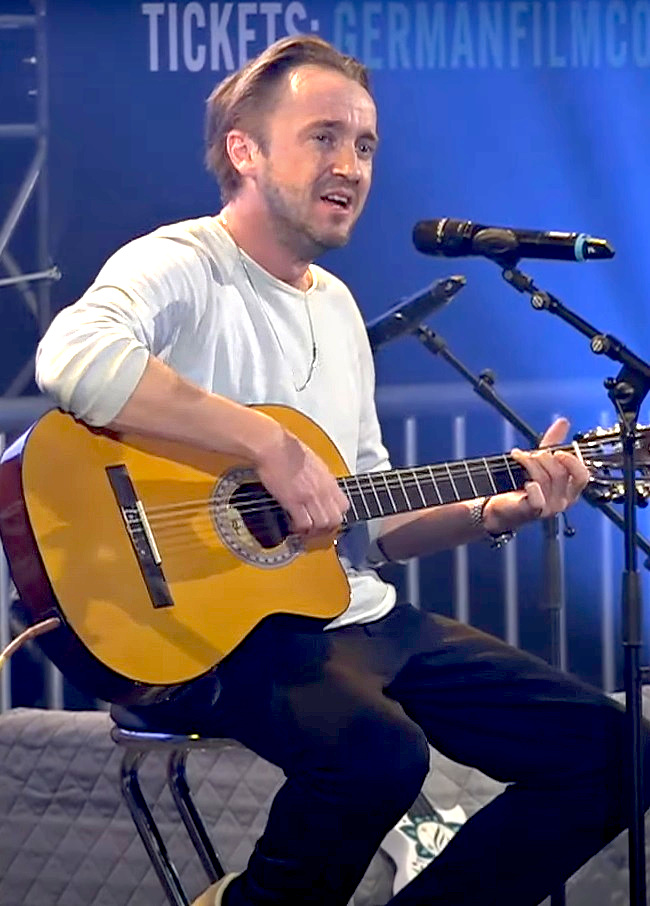
Felton en 2023

Depuis début 2007, en plus de sa carrière cinématographique, Tom Felton poursuit une carrière musicale autrefois sous le pseudonyme de Feltbeats. Il a à ce jour enregistré cinq EP à son actif intitulés Time Well Spent et All I Need en 2008, In Good Hands en 2009, Hawaii en 2010 et un plus récent en 2021 intitulé YoOHoO. Il enregistre de nombreux singles également comme Silhouettes in Sunsets, Time Isn't Healing, If You Could Be Anywhere ou encore hOLDing On.
Apprécié par ses fans (plus de 10 millions sur Instagram et plus 9 millions sur TikTok), Tom Felton chante dans des conférences, à son travail et sur les lieux de tournage auxquels il participe ainsi que dans la rue, partageant sa passion avec ses fans. Il joue également de la guitare, du piano et du ukulélé.
En mars 2021, Tom Felton annonce une collaboration avec le duo français Trinix. Il est inclus dans le titre Little Bit de leur premier album « Altitude » sortie le 16 avril 2021.

### Autobiographiste
Le 13 octobre 2022 (version anglaise) puis le 12 avril 2023 (version française), Tom publie son autobiographie intitulée Par-delà la magie : Confessions d'un sorcier, dans laquelle il se livre sur son expérience en tant qu'acteur au sein de la série de films Harry Potter,. La préface de son autobiographie est rédigée par son amie et co-star dans la saga Harry Potter Emma Watson,.

## Vie privée
Lors du tournage de Harry Potter et le Prince de sang-mêlé, en 2008, il rencontre Jade Olivia Gordon, une assistante coordinatrice de cascades. Celle-ci apparaît lors de l'épilogue dans Harry Potter et les Reliques de la Mort, partie 2 en tant que la femme de Drago Malefoy, Astoria Greengrass. Le couple se sépare début 2016 après huit ans de vie commune.
Tom Felton a noué un fort lien d'amitié avec les autres acteurs de la série de films Harry Potter, et en particulier avec James et Oliver Phelps, Emma Watson, Jason Isaacs, Bonnie Wright ou encore Matthew Lewis,,. Il était également très proche d'Helen McCrory (l’interprète de Narcissa Malefoy), et a été très affecté par son décès le 16 avril 2021. Il lui a rendu hommage et l'a remerciée de l'avoir aidé à grandir en tant qu'acteur, mais aussi en tant que personne.
En novembre 2020, il a notamment organisé une réunion du casting pour célébrer le 19e anniversaire du premier film. Actuellement en couple avec Roxanne Danya, créatrice de bijoux sud africaine originaire du cap.

## Théâtre
- 2022 : 2:22 A Ghost Story (en) mise en scène de Danny Robins (en), Criterion Theatre, Londres : Sam
- 2025 : Harry Potter et l'Enfant maudit mise en scène de Jack Thorne, J. K. Rowling et John Tiffany, Broadway, New York : Drago Malefoy

## Filmographie

### Cinéma

#### Longs métrages
- 1997 : Le Petit Monde des Borrowers (The Borrowers) de Peter Hewitt : Peagreen Clock
- 1999 : Anna et le Roi (Anna and the King) de Andy Tennant : Louis T. Leonowens
- 2001 : Harry Potter à l'école des sorciers (Harry Potter and the Philosopher's Stone) de Chris Columbus : Drago Malefoy
- 2002 : Harry Potter et la Chambre des secrets (Harry Potter and the Chamber of Secrets) de Chris Columbus : Drago Malefoy
- 2004 : Harry Potter et le Prisonnier d'Azkaban (Harry Potter and the Prisoner of Azkaban) d'Alfonso Cuarón : Drago Malefoy
- 2005 : Harry Potter et la Coupe de feu (Harry Potter and the Goblet of Fire) de Mike Newell : Drago Malefoy
- 2007 : Harry Potter et l'Ordre du Phénix (Harry Potter and the Order of the Phoenix) de David Yates : Drago Malefoy
- 2008 : The Disappeared (en) de Johnny Kevorkian : Simon Pryor
- 2009 : Harry Potter et le Prince de sang-mêlé (Harry Potter and the Half-Blood Prince) de David Yates : Drago Malefoy
- 2010 : American Trip (Get Him To The Greek) de Nicholas Stoller : Tom Felton
- 2010 : Night Wolf (13Hrs) de Jonathan Glendening : Gary Ashby
- 2010 : Harry Potter et les Reliques de la Mort, partie 1 (Harry Potter and the Deathly Hallows - Part 1) de David Yates : Drago Malefoy
- 2011 : Harry Potter et les Reliques de la Mort, partie 2 (Harry Potter and the Deathly Hallows - Part 2) de David Yates : Drago Malefoy
- 2011 : La Planète des singes : Les Origines (Rise of the Planet of the Apes) de Rupert Wyatt : Dodge Landon
- 2012 : The Apparition de Todd Lincoln : Patrick
- 2013 : From the Rough de Pierre Bagley : Edward
- 2013 : Belle de Amma Asante : James Ashford
- 2013 : En secret (In Secret) de Charlie Stratton : Camille Raquin
- 2014 : Against the Sun (en) de Brian Folk : Tony Pastula
- 2016 : La Résurrection du Christ (Risen) de Kevin Reynolds : Lucius Tyco Ennius
- 2016 : A United Kingdom de Amma Asante : Rufus Lancaster
- 2016 : Message from the King de Fabrice Du Welz : Frankie
- 2016 : Gris, le (pas si) grand méchant loup de Andreï Galat et Maxime Volkov : le Gris (voix anglaise)
- 2017 : Stratton de Simon West : Cummings
- 2017 : Megan Leavey de Gabriela Cowperthwaite : Andrew Dean
- 2017 : Feed de Tommy Bertelsen : Matt Grey
- 2018 : Ophélie (Ophelia) de Claire McCarthy : Laërte
- 2019 : Braking for Whales de Sean McEwen : Brandon Walker
- 2020 : Petit Guide de la chasseuse de monstres (A Babysitter's Guide to Monster Hunting) de Rachel Talalay : Grand Guignol
- 2020 : La Bataille de l'Escaut (De slag om de Schelde) de Matthijs van Heijningen Jr. : Tony Turner
- 2022 : Save The Cinema (en) de Sara Sugarman : Richard Goodridge
- 2022 : Burial de Ben Parker : Lukasz
- 2022 : Canyon Del Muerto de Coerte Voorhees : Earl H. Morris (en)

##### En projet
- date indéterminée : Some Other Woman de Joel David Moore (en post-production)[32]
- date indéterminée : Lead Heads de Giles Borg (en pré-production)[29]

#### Courts métrages
- 2010 : White Other de Dan Hartley : Ray Marsden
- 2010 : Harry Potter and the Forbidden Journey de Thierry Coup : Drago Malefoy

### Télévision

#### Séries télévisées
- 1998 : Bugs : James (1 épisode)
- 2005 : Home Farm Twins de John Dower : Adam Baker
- 2012 : Labyrinthe de Christopher Smith : Vicomte Trencavel (mini-série - 2 épisodes)
- 2013 : Full Circle : Tim Abbott (2 épisodes)
- 2014 : First Murder (Murder in the First) : Erich Blunt (rôle principal - saison 1, 10 épisodes)
- 2016-2017 : Flash : Julian Albert / Dr Alchemy (en) (rôle récurrent - saison 3, 18 épisodes)
- 2018 : Origin : Logan Maine (rôle principal - 10 épisodes)

#### Téléfilms
- 1999 : Second Sight de Charles Beeson : Thomas Ingham
- 2000 : Second Sight 2: Hide and Seek de Edward Bennett : Thomas Ingham

#### Émissions
- 2021 : Harry Potter ’: Hogwarts Tournament of Houses : lui-même / invité spécial (3 épisodes)
- 2022 : Harry Potter : Retour à Poudlard (Harry Potter 20th Anniversary: Return to Hogwarts) de Casey Patterson : lui-même (épisode spécial ou réunion spéciale)

### Clips
- 2018 : Empty Space de James Arthur
- 2022 : Are You Entertained de Ed Sheeran feat. Russ

## Discographie

### Extended Plays
- 2008 : Time Well Spent
- 2008 : All I Need
- 2009 : In Good Hands
- 2011 : Hawaii
- 2021 : YoOHoO
- 2024 : Red
- 2024: Orange

### Singles
- 2008 : Silhouettes in Sunsets
- 2008 : Time Isn't Healing
- 2010 : If You Could Be Anywhere
- 2021 : hOLDing On
- 2021 : Little Bit (ft. Trinix)

## Distinctions

### Récompenses
- Mashable Open Web Awards 2009 : Lauréat du Prix du meilleur à suivre.
- 2010 : MTV Movie + TV Awards du meilleur méchant dans un film fantastique pour Harry Potter et le Prince de sang-mêlé (Harry Potter and the Half-Blood Prince) (2009) pour le rôle de Drago Malefoy.
- 2011 : MTV Movie + TV Awards du meilleur méchant dans un film fantastique pour Harry Potter et les Reliques de la Mort, partie 1 (Harry Potter and the Deathly Hallows - Part 1) (2010) pour le rôle de Drago Malefoy.
- 13e cérémonie des Teen Choice Awards 2011 : Meilleur méchant dans un film fantastique pour Harry Potter et les Reliques de la Mort, partie 1 (Harry Potter and the Deathly Hallows - Part 1) (2010) pour le rôle de Drago Malefoy.
- Festival du film de Giffoni 2015 : Lauréat du Prix Giffoni Experience.

### Nominations
- 2002 : Young Artist Awards de la meilleure performance distribution dans un film fantastique pour Harry Potter à l'école des sorciers (Harry Potter and the Philosopher's Stone) (2001) partagé avec Rupert Grint et Emma Watson.
- 2002 : Young Artist Awards de la meilleure performance pour un jeune acteur dans un second rôle dans un film fantastique pour Harry Potter à l'école des sorciers (Harry Potter and the Philosopher's Stone) (2001) pour le rôle de Drago Malefoy.
- 38e cérémonie des People's Choice Awards 2012 : Acteur de moins de 25 ans préféré dans un film fantastique pour Harry Potter et les Reliques de la Mort, partie 2 (Harry Potter and the Deathly Hallows - Part 2) (2011) pour le rôle de Drago Malefoy.
- 2012 : Gold Derby Awards de la meilleure distribution dans un film fantastique pour Harry Potter et les Reliques de la Mort, partie 2 (Harry Potter and the Deathly Hallows - Part 2) (2011) partagé avec Jim Broadbent, Helena Bonham Carter, Robbie Coltrane, Rupert Grint, Ralph Fiennes, Michael Gambon, Ciarán Hinds, Jason Isaacs, Matthew Lewis, Evanna Lynch, Kelly Macdonald, Helen McCrory, Daniel Radcliffe, Alan Rickman, Maggie Smith, David Thewlis, Julie Walters et Emma Watson.

## Voix francophones
En France, Dov Milsztajn fut la première voix régulière de Tom Felton, notamment dans la série de films Harry Potter. À la suite de l'arrêt de carrière de ce dernier, d'autres comédiens se succèdent pour doubler l'acteur, dont Alexandre Gillet, à trois reprises.
En France
| - Dov Milsztajn dans : - Harry Potter à l'école des sorciers - Harry Potter et la chambre des secrets - Harry Potter et le prisonnier d'Askaban - Harry Potter et la coupe de Feu - Harry Potter et l'Ordre du Phénix - Harry Potter et le Prince de Sang-Mêlé - Harry Potter et les Reliques de la Mort, partie 1 - Harry Potter et les Reliques de la Mort, partie 2 - La Planète des Singes : Les origines - Labyrinthe (mini-série) - Stratton - Harry Potter : Retour à Poudlard (émission) | - Alexandre Gillet dans : - First Murder (série télévisée) - La Résurrection du Christ - La Bataille de l'Escaut Et aussi - Donald Reignoux dans Le Petit Monde des Borrowers - Brice Ournac dans Anna et le Roi - Sébastien Hébrant dans Belle - Patrick Pellegrin dans En secret - Damien Witecka dans Flash (série télévisée) - Michelangelo Marchese dans Message from the King - Damien Ferrette dans Petit guide de la chasseuse de monstres |

Au Québec